# Cupressus guadalupensis
Cupressus guadalupensis (лат.) — вечнозелёное хвойное дерево, вид рода Кипарис (Cupressus) семейства Кипарисовые (Cupressaceae). Эндемик тихоокеанского острова Гуадалупе в штате Нижняя Калифорния (Мексика).

## Ботаническое описание
Cupressus forbesii — вечнозелёное хвойное дерево с пирамидальной или овальной кроной высотой до 10-20 м. Листва растёт в густых кластерах. Листья от тёмно-зелёного до серо-зелёного цвета, чешуйчатые, длиной 2-5 мм. Шишки от шаровидной до продолговатой формы длиной 12-35 мм, с 6-10 чешуйками, сначала зелёными, которые по мере созревания становятся от серо-коричневых до серых. Созревают в течение 20-24 месяцев после опыления. Шишки остаются закрытыми в течение многих лет, открываясь только после того, как родительское дерево погибает при пожаре, что позволяет семенам заселять оголённую землю.

## Таксономия
Cupressus guadalupensis ранее считался тем же видом, что и Cupressus forbesii, который в прошлом считался разновидностью первого. Поздний молекулярный анализ, однако, выделил C. forbesii как отдельный, хотя и близкородственный вид. Более того, позже Cupressus forbesii был отнесён к роду Гесперокипарис (Hesperocyparis) как Hesperocyparis forbesii.

## Распространение и местообитание
Cupressus guadalupensis — эндемик Мексики и произрастает только на тихоокеанском острове Гуадалупе в штате Нижняя Калифорния. Растёт на высотах 800-1 280 м над уровнем моря в восстановленном калифорнийском чапаррале.

## Восстановительные мероприятия
На острове Гуадалупе в 2000 году росли всё ещё многочисленные кипарисы Cupressus guadalupensis, но, однако, старые и слабые. Как жизнеспособный вид дерево начало исчезать уже с конца XIX века, когда интродуцированные дикие козы уничтожили рассаду, прораставшую более века. Крупнейшая субпопуляция C. guadalupensis полностью исчезла, другие субпопуляции были почти уничтожены. Кроме того, из-за уничтожения козами большей части растительности на острове уровень грунтовых вод упал, что поставило под ещё большую угрозу оставшиеся деревья
В 2001 году основные места обитания оставшихся кипарисов были огорожены, а к 2005 году с острова удалили коз. Нынешняя небольшая популяция из 100 сохранившихся деревьев находится под угрозой её долгосрочной жизнеспособности. Видимо, этот кипарис более уязвим для засухи, чем другие островные растения, такие как разновидность сосны лучистой Pinus radiata var. binata, что ставит популяцию под угрозу при возможных будущих изменениях климата. Проекты по восстановлению и поддержке среды обитания и водосбора осуществляются мексиканскими программами природоохранных организаций.

## Охранный статус
Cupressus guadalupensis признан уязвимым видом Международным союзом охраны природы.